# Маново (гміна)
Гміна Маново (пол. Gmina Manowo) — сільська гміна у північно-західній Польщі. Належить до Кошалінського повіту Західнопоморського воєводства.
Станом на 31 грудня 2011 у гміні проживало 6809 осіб.

## Територія
Згідно з даними за 2007 рік площа гміни становила 188.57 км², у тому числі:
- орні землі: 23.00%
- ліси: 66.00%

Таким чином, площа гміни становить 11.30% площі повіту.

## Населення
Станом на 31 грудня 2011:
| Опис     | Загалом | Загалом | Чоловіки | Чоловіки | Жінки | Жінки |
| -------- | ------- | ------- | -------- | -------- | ----- | ----- |
| одиниця  | осіб    | %       | осіб     | %        | осіб  | %     |
| все      | 6809    | 100     | 3408     | 50.05    | 3401  | 49.95 |
| міське   | 0       | 100     | 0        |          | 0     |       |
| сільське | 6809    | 100     | 3408     | 50.05    | 3401  | 49.95 |

## Сусідні гміни
Гміна Маново межує з такими гмінами: Боболіце, Полянув, Свешино, Сянув.